# Canellales
Classification APG III (2009)
Ordre
L'ordre des Canellales est un ordre de plantes angiospermes primitives. En classification phylogénétique APG II (2003) et classification phylogénétique APG III (2009) il comprend deux familles :
- ordre Canellales
  - famille Canellaceae
  - famille Winteraceae

L'ordre comprend le genre Canella (nom vernaculaire : bois-cannelle), mais le vrai cannelier appartient à l'ordre des Laurales.
Très étroitement apparentées à des ordres tels que les Magnoliales, les Canellales sont souvent classées avec les ordres proches dans la sous-classe des Magnoliidae. Dans la classification classique de Cronquist (1981) cet ordre n'existe pas et ces plantes sont incluses dans l'ordre des Magnoliales. Dans la classification APG (1998), cet ordre n'existe pas et ces familles ne sont pas assignées à un ordre.